# Cadence Brace
Cadence Brace (25 febbraio 2005) è una tennista canadese.

## Carriera
Cadence Brace ha vinto 1 titolo in singolare e 1 titolo in doppio nel circuito ITF in carriera. L'11 agosto 2025 ha raggiunto il best ranking in singolare alla 226ª posizione mondiale, mentre il 7 aprile 2025 ha raggiunto in doppio la 371ª posizione mondiale.
Brace ha frequentato la Marjory Stoneman Douglas High School a Parkland, in Florida, per affinare le sue qualità tennistiche. Nel 2021, ha vinto i campionati statali sia in singolo che in doppio.
Nell'agosto 2022, Cadence riceve una wildcard per l'Odlum Brown Vancouver Open 2022, un evento di categoria WTA 125, dove al primo turno sconfigge a sorpresa la terza testa di serie Claire Liu in due set (la sua prima vittoria su una giocatrice Top 100), per poi essere sconfitta al turno seguente dall'eventuale campionessa del torneo Valentini Grammatikopoulou in due parziali.
Superando le qualificazioni al Championnats Banque Nationale de Granby 2022, Cadance si conquista il primo main draw di un torneo WTA della carriera, e fa il suo debutto nel migliore dei modi piegando la numero 7 del seeding Kaja Juvan in due set, conquistando anche la sua prima vittoria WTA e la seconda vittoria in carriera su una giocatrice Top 100. Nel secondo turno cede il passo alla cinese Wang Xiyu, dopo averla impengata al tiebreak del primo parziale.
Nell'agosto 2024, Brace si è unita al programma tennistico della Università statale della Louisiana per l'anno 2024-2025.

## Statistiche ITF

### Singolare

#### Vittorie (1)
| Torneo $100.000 (0) |
| Torneo $80.000 (0)  |
| Torneo $60.000 (0)  |
| Torneo $40.000 (0)  |
| Torneo $25.000 (1)  |
| Torneo $15.000 (0)  |

| N. | Data           | Torneo                               | Superficie | Avversaria in finale | Punteggio     |
| 1. | 23 giugno 2024 | Wichita Tennis Open Women's, Wichita | Cemento    | Victoria Hu          | 7-5, 4-6, 6-3 |

#### Sconfitte (2)
| Torneo $100.000 (0) |
| Torneo $80.000 (0)  |
| Torneo $60.000 (1)  |
| Torneo $40.000 (0)  |
| Torneo $25.000 (0)  |
| Torneo $15.000 (1)  |

| N. | Data             | Torneo                                             | Superficie  | Avversaria in finale | Punteggio |
| 1. | 19 dicembre 2021 | Dove Men+Care Legión Sudamericana Lambaré, Lambaré | Terra rossa | Lara Escauriza       | 3-6, 1-6  |
| 2. | 8 giugno 2025    | Palmetto Pro Open, Sumter                          | Cemento     | Darja Viďmanová      | 5-7, 1-6  |

### Doppio

#### Vittorie (1)
| Torneo $100.000 (0) |
| Torneo $80.000 (0)  |
| Torneo $60.000 (0)  |
| Torneo $40.000 (0)  |
| Torneo $25.000 (1)  |
| Torneo $15.000 (0)  |

| N. | Data            | Torneo                           | Superficie | Compagna       | Avversarie in finale           | Punteggio   |
| 1. | 11 gennaio 2025 | Women's Le Lamentin, Le Lamentin | Cemento    | Victoria Mboko | Olivia Lincer Clervie Ngounoue | 6-2, 7-6(2) |